# EXIT TUNES PRESENTS Vocalofantasy feat.初音ミク
『EXIT TUNES PRESENTS Vocalofantasy feat.初音ミク』（エグジット・チューンズ・プレゼンツ ヴォカロファンタジー フィーチャリング・はつねミク）は、EXIT TUNESボカロコンピシリーズの第14弾となるVOCALOIDコンピレーション・アルバム。 2015年3月4日発売。
キャッチコピーは「勇者・初音ミク　伝説の曲を求め、いざ旅立つ――。」。

## 収録曲
1. アスノヨゾラ哨戒班 feat. IA
  - 2017年には、BanG Dream!のユニット、Afterglowがカバーした。
2. ストリーミングハート feat. 初音ミク
3. 聖槍爆裂ボーイ feat. 鏡音レン
4. ぼうけんのしょがきえました！ (おきのどくですがver.) feat. 鏡音リン、鏡音レン
  - ドラゴンクエストシリーズがファミリーコンピュータおよびスーパーファミコン時代によく発生していた、冒険の書が消えた場面をモチーフとした楽曲。
5. ウミユリ海底譚 feat. 初音ミク
6. ツギハギスタッカート feat. 初音ミク
7. ヤキモチの答え feat. GUMI
8. M.S.S.Planet feat. 初音ミク，GUMI
9. ドッペル押し問答 feat. 鏡音リン
10. パンダヒーロー ハチ feat. GUMI
11. 上弦の月 feat. KAITO
12. STRINGS COMPLEX (VF edit) feat. MEIKO
13. 古に封印されし究極黒魔法 (物理) feat. MAYU
14. 来来！いーある飯店。feat. GUMI, 鏡音リン
  - 元は「いーあるふぁんくらぶ」の単行本特装版の特典CDに収録された楽曲。
15. alternate feat. 初音ミク
16. 空気系男子-エアーマン-の憂鬱 feat.神威がくぽ
17. キセキの年（誰がﾃﾞｪｴｴｴ！ﾀﾞﾃﾞｶﾞ作曲ｼﾃﾞﾓ！ｵﾝﾅｼﾞﾔｧｵﾝﾅｼﾞﾔｵﾓﾃﾞｪｴｴｴ！ﾑｫｵｵｵｸﾞーーー↑↑↑ﾑｫｵｷﾞｭーーー！！うおｫﾝ↑↑ﾊｯﾌｯﾊｧｱｱﾌｧｱﾝ！！！ｩｵｯ…ｩｵﾚﾜｧｱｱｱｱ！！まるでｯﾍｯﾍｴｴｪｴｪｴｴｲ↑↑↑↑にんげｪﾝﾝ…ﾝｶﾞｯｸﾞｯｸﾞｯ！ｱｩｳｯｱｱｱｱｱｵｩｯｱｱｱーーうおｫﾝ！ｸﾜｯ…かりょｮｫｫｵｵｵｸ…ｱﾞｰ！はｯーーﾂｯｳｳ↑↑ﾃﾞｪﾝﾝｼｮｫｫｫｵｵｵｵ！！ﾄﾞｩｯﾊｯﾊｯﾊｯﾊｯﾊｱｱｱｱｧｧ↑↑ｩｳｳｳｳおｫーーーﾝ！！むしゃｯ…ﾑｯｼｬｧｱｱｱ↑↑ｱﾀﾞﾀﾞﾆﾊﾜｶﾗﾅｲﾃﾞｼｮｳﾈｴ！焼き肉とｫｵｵｵｯｲｯﾀﾞﾗｧｱｱｱ！！しｯ……ｼﾛｳｫｵｵｨｲ↑↑めしだｧｩｧｩ……ｱﾞｰ！めしだろｵｩｳｶﾞｱｱｱｱｱｱｱｱｱｱｱｱｱーーーｩｱﾝ！ver.）ほぼ日P feat. 初音ミク
  - ほぼ日Pが365曲目に発表した楽曲。
18. 恋愛裁判 feat. 初音ミク
19. 今日、卒業します。feat. 初音ミク, GUMI , IA , MAYU , 巡音ルカ, 神威がくぽ
20. 8bit ボカロメドレー VF edition  feat. 巡音ルカ, 鏡音リン (Bonus Track)
21. それ全然分かんない、意味が伝達してこない。feat. GUMI (Bonus Track)